# مارتن كود
مارتن كود (بالإنجليزية: Martin Codd)‏ هو لاعب قذف أيرلندي، ولد في 1929 في Clonroche ‏ في جمهورية أيرلندا، وتوفي في 2 مايو 2008.